# Erich Weidner
Erich Weidner, in Litauen Erich Bela (geboren 5. April 1898 in Nonnenweier; gestorben 27. Februar 1973 in Karlsruhe) war ein deutscher Theaterleiter und Regisseur.

## Leben
Erich Weidner machte 1916 das Kriegsabitur und war 1916–1918 Soldat im Ersten Weltkrieg. Er wurde verwundet und von der Front abkommandiert.  1919–1924 studierte er Germanistik an den Universitäten Heidelberg und Tübingen. 1924 promovierte er in Heidelberg mit dem Thema Die Frau als Schicksalsträgerin: Vergleich Strindberg - Hebbel zum Dr. phil. 1913–1925  hatte er Schauspielunterricht genommen. 1925 erhielt er sein erstes Engagement am Badischen Landestheater in Karlsruhe. 1928–1931 war er Spielleiter und Dramaturg an den Stadttheatern von Stolp und Danzig. Anschließend war er eine Zeit lang Direktor der Vereinigten Stadttheater Konstanz-Schaffhausen-Winterthur. 
Als er 1933 als „politisch untragbar“ abgesetzt wurde, emigrierte er in die Schweiz und wurde dort Direktor des Stadttheaters von Schaffhausen. 1937 wurde er Schauspieler und Regisseur am Stadttheater in Memel, das zu der Zeit zu Litauen gehörte. Nach dem Einmarsch deutscher Truppen  im Jahr 1940 wurde Weidner bis 1943 im Gefängnis Birkenwalde inhaftiert. Nach Kriegsende wurde er Intendant des Badischen Staatstheaters Karlsruhe. 1946 bis 1953 war er Intendant am Stadttheater Heilbronn.